# Aimoli
Aimoli is een bestuurslaag in het regentschap Alor van de provincie Oost-Nusa Tenggara, Indonesië. Aimoli telt 1115 inwoners (volkstelling 2010).